# ОШ „Вук Караџић” Бор
ОШ „Вук Караџић” у Бору баштини историју школе основане 1873. године одлуком Министарство просвете и црквених дела Кнежевине Србије у селу Бору.

## Историјат
Школа је често мењала просторије у којима је радила, а садашња зграда подигнута је 1937. године, док је први спрат дограђен 1959. године. Школа је током своје историје више пута мењала називе. Од 1931. године школа је носила назив „Крањ Петар I  Велики Ослободилац”, од 1937. године до Другог свeтског рата „Краљ I Александар Ујединитељ”, да би 1955. године добила данашњи назив. У саставу школе је од 1947. до школске 1959/60 године било и одељење у реону Кормарош, а сад школа има четвороразредно одељење у селу Слатини.

## Школа данас
Настава се одвија у матичној школи и у издвојеном одељењу у Слатини. 
Матична школа има 15 учионица, 1 кабинет за техничко, дигитални кабинет, библиотеку, фискултурну салу са 2 свлачионице, кухињу са трепезаријом, наставничку канцеларију, канцеларију за директора, педагога, шефа рачуноводства и секретара, као и радионицу. Школа има два дворишта са теренима за фудбал и кошарку.
Школа у Слатини, удаљена 8km од матичне школе, има 3 учионица, просторију за припремни предшколски програм, канцеларију и спортски терене са двориштем, кухињу са трпезаријом, котларницу, гаражу. 
Све учионице су функционално опремљене  потребним дидактичким материјалом и украшене дечијим радовима и цвећем, у циљу постизања што пријатније и опуштеније атмосфере за рад.
Дигитални кабинет има 26 рачунара повезаних у мрежу и прикључених на Интернет.